# Pulau Aro (Kuantan Tengah)
Pulau Aro is een bestuurslaag in het regentschap Kuantan Singingi van de provincie Riau, Indonesië. Pulau Aro telt 1148 inwoners (volkstelling 2010).